# Các giải đấu thuộc UEFA
Các giải đấu thuộc UEFA là các giải bóng đá châu Âu đại chúng,[ghi chú 1] được tổ chức bởi Liên đoàn bóng đá châu Âu (UEFA), bao gồm bóng đá và futsal chuyên nghiệp lẫn nghiệp dư. Thuật ngữ này được định nghĩa để phân biệt với các giải đấu được tổ chức tại châu Âu bởi các Liên đoàn khác, giữa những năm 1960 và 1990, chẳng hạn như Inter-Cities Fairs Cup, Cúp Intertoto, Cúp vùng Alps, Cúp vùng Balkan và Cúp Mitropa (cũng như một số đã bị ngừng năm 1960 như Cúp Latinh), những giải đấu không được công nhận bởi UEFA. UEFA là tổ chức duy nhất có thẩm quyền pháp lý đối với các giải đấu thuộc UEFA và chỉ công nhận kết quả của các giải đấu này trong việc tính toán,  công bố các kỷ lục và thống kê chính thức.
Câu lạc bộ duy nhất vô địch mọi giải đấu cấp câu lạc bộ của UEFA là Juventus của Ý, Ở cấp đội tuyển bóng đá nam quốc gia, Ý, Đức, Tây Ban Nha, Pháp và Nga là những đội từng vô địch ở mọi cấp độ tuổi trước Giải vô địch bóng đá các quốc gia châu Âu năm 2018. Đội tuyển nữ Đức là đội duy nhất từng vô địch ở mọi cấp độ tuổi.

## Các giải đấu thuộc UEFA

### Các giải hiện vẫn tổ chức

#### Cấp đội tuyển quốc gia
- Giải vô địch bóng đá châu Âu (Euro), thành lập năm 1960.
  - Giải vô địch bóng đá U-21 châu Âu, thành lập năm 1978.
  - Giải vô địch bóng đá U-19 châu Âu, thành lập năm 1948 ở cấp độ U-18 và thay đổi năm 2002 thành U-19.
  - Giải vô địch bóng đá U-17 châu Âu, thành lập năm 1982 ở cấp độ U-16 và thay đổi năm 2002 thành U-17.
- UEFA Nations League, thành lập năm 2018.
- Giải vô địch bóng đá nữ châu Âu, thành lập năm 1984.
  - Giải vô địch bóng đá nữ U-19 châu Âu, thành lập năm 1997 ở độ tuổi U-18 và thay đổi năm 2002 thành U-19.
  - Giải vô địch bóng đá nữ U-17 châu Âu, thành lập năm 2007.
- Giải vô địch Futsal châu Âu, thành lập năm 1996.
  - Giải vô địch Futsal U-19 châu Âu, thành lập năm 2019.
- Giải vô địch Futsal nữ châu Âu, thành lập năm 2018.
- Uefa Women’s Nations League
- Uefa European Qualifiers
- Uefa Women’s European Qualifiers
- Finalissima
- Women‘s Finalissima
- Futsal Finalissima

#### Cấp câu lạc bộ
- UEFA Champions League, thành lập năm 1955 dưới tên Cúp C1 châu Âu và đổi tên thành Champions League từ năm 1992.
- UEFA Europa League, thành lập năm 1971 dưới tên Cúp C2 châu Âu và đổi tên thành Europa League năm 2009.
- UEFA Conference League, dành cho các đội đoạt thứ hạng cao trong các giải vô địch quốc gia nhưng không được giành quyền tham dự Champions League hay Europa League, giải đấu được bắt đầu tổ chức từ năm 2021.[6]
- Siêu cúp bóng đá châu Âu, diễn ra giữa đội vô địch mùa trước của Europa League và Champions League. Trước kia trận đấu này được tổ chức giữa đội đoạt cúp C1 và cúp C2 mùa trước.
- UEFA Youth League, thành lập năm 2013.
- UEFA Regions' Cup, thành lập năm 1999.
- UEFA Women's Champions League, giải đấu dành cho các đội nữ, thành lập năm 2001 và thay đổi vào năm 2009.
- UEFA Futsal Champions League, thành lập năm 2001 để thay thế Futsal European Clubs Championship.

### Các giải đã bãi bỏ

#### Cấp đội tuyển quốc gia
- UEFA Amateur Cup, tổ chức vào các năm 1967, 1970, 1974 và 1978.
- Giải vô địch bóng đá U-23 châu Âu (sau này chuyển thành U-21), tổ chức vào các năm 1972, 1974 và 1976.
- UEFA–CAF Meridian Cup (1997–2007), sáp nhập với Confédération Africaine de Football (CAF).
- Giải vô địch Futsal U-21 châu Âu, chỉ được tổ chức vào năm 2008.

#### Cấp câu lạc bộ
- Cúp C2 châu Âu (1960–1999), dành cho các đội đoạt cúp quốc gia, sau đó các đội giành quyền tham dự cúp này được chuyển sang thi đấu ở cúp C3 thành UEFA Europa League từ năm 1999.
- UEFA Intertoto Cup (1961–2008), sau đó các đội giành quyền tham dự cúp này được chuyển sang thi đấu ở UEFA Europa League từ năm 2009.
- Cúp bóng đá liên lục địa (1960–2004), ban đầu được tổ chức bởi Liên đoàn bóng đá Nam Mỹ (CONMEBOL), dưới tên Toyota Cup vì mục đích thương mại từ năm 1980.